# Ivan Varfolomejev
Ivan Olexandrovyč Varfolomejev (ukrajinsky Іван Олександрович Варфоломєєв; * 24. března 2004, Simferopol) je ukrajinský fotbalový záložník, mládežnický reprezentant, který v červnu 2022 uzavřel profesionální smlouvu ve Slovanu Liberec.

## Klubová kariéra
Absolvoval mládežnickou akademii simferopolského klubu Tavrija. Prvním trenérem byl Krymčan Andrij Andrijovyč Čeremisin, známý fotbalista, mistr sportu. V roce 2020 se vydal do Lvova a stal se hráčem juniorského týmu klubu Ruch. Mezi dospělými debutoval 21. února 2021, v zápase nejvyšší soutěže proti Šachtaru Doněck vystřídal v 89 minutě Romana Karasjuka a stihl dostat žlutou kartu.. V první sezóně mezi dospělými nastoupil ještě 6. května proti Olimpiku Doněck

## Reprezentace
V roce 2020 nastoupil k jedinému zápasu v ukrajinské reprezentaci do 16 let. V březnu 2021 byl v nominaci reprezentace do 18 let, do zápasů však nenastoupil.